# Колмыков, Иван Карпович
Иван Карпович Колмыков (4 ноября 1908, Петропавловский уезд, Акмолинская область — 14 апреля 1992, Ставропольский край) — колхозник, комбайнёр Баянской МТС Пресновского района Северо-Казахстанской области, Казахская ССР. Герой Социалистического Труда (1952).

## Биография
Родился в 1908 году в одном из населённых пунктов Петропавловского уезда Акмолинской области (ныне — Северо-Казахстанская область, Казахстан).
Участвовал в Великой Отечественной войне. После демобилизации возвратился на родину.
Окончив курсы механизации, с 1946 года трудился комбайнёром в Баянской МТС Пресновского района. Ежегодно добивался высоких трудовых показателей, за что в 1951 году был награждён медалью «За трудовую доблесть». Также в 1951 году за 35 дней скосил более 600 гектаров посевных площадей и намолотил 8581 центнеров зерновых. Указом Президиума Верховного Совета СССР от 28 июня 1952 года «за достижение высоких показателей на уборке и обмолоте зерновых культур в 1951 году» удостоен звания Героя Социалистического Труда с вручением ордена Ленина и золотой медали «Серп и Молот».
Этим же указом был награждён работавший на Баянской МТС Аликпер Асадулаев.
В 1952 году вступил в КПСС. С 1963 года до выхода на пенсию — заведующий машинным двором в совхозе «Кировский».
После выхода на пенсию переехал в Ставропольский край.
Дата смерти 14 апреля 1992 г.

## Награды
- Герой Социалистического Труда;
- Орден Ленина;
- Орден Трудового Красного Знамени (11.01.1957);
- Медаль «За трудовую доблесть» (19.07.1951).